# Sadowy (Adygeja, Maikopski, Krasnooktjabrskoje)
Sadowy (russisch Садовый) ist ein Dorf (chutor) in Südrussland. Es gehört zur Republik Adygeja und hat 460 Einwohner (Stand 2019).

## Geographie
Das Dorf liegt im Tal des Flusses Kurdschips. Sadowy liegt im Tal des Flusses Kurdzhips, 11 km nordwestlich von Tulski (dem Verwaltungszentrum des Bezirks) auf der Straße. Tabatschny ist der nächstgelegene ländliche Ort.